# Csukás Meserádió
A Csukás Meserádió a Duna Médiaszolgáltató, valamint az ország első és egyetlen gyerekrádiója, amely 2024. szeptember 1-én indult el a Himnusz hangjaival (a Magyar Rádió és Televízió Gyermekkórusának előadásában), majd Bodrogi Gyula köszöntötte a hallgatókat Süsü hangjával. Névadója a 2020-ban elhunyt Csukás István meseíró, illetve több népszerű magyar rajzfilmszereplő megalkotója.

## A rádió munkatársai
- Gubik Petra (mesélő).
- Korcsog Laura (műsorvezető; Pipacs Pilla)
- Szabó P. Szilveszter (műsorvezető; Hangszín Maxim)
- Mikó István (műsorvezető, István bácsi a Mesepostás)
- Gévai Csilla (szerkesztő)

## Műsorok
A Csukás Meserádió a szintén közszolgálati M2 gyerekcsatornához hasonlóan úgyszintén a legfiatalabb gyerekeket célozza meg. A rádión mindenféle műfajú mesék és gyerekdalok hallhatóak a nap 24 órájában.
- Álom birodalom (minden nap 20:30-tól 5:30-ig)
- Mesés reggel (minden nap 5:30-tól 9:00-ig)
  - Süsü dúdoló
- Mesés délelőtt (minden nap 9:00-tól 12:00-ig)
  - Cifra palota (délelőtti mesesáv minden nap 11 óra és 12 óra között)[3]
  - Csukás Meseposta (április 26-tól minden szombaton 10 óra és 11 óra között)[4]
- Mesés délután (minden nap 12:00-tól 18:00-ig)
  - Hangszín Maxim bemutatja
  - Meséből mesébe
  - Zenevarázs (szeptember 15-től gyerekkoncert minden vasárnap 15-órakor)[5]
- Mesés este (minden nap 18:00-tól 20:30-ig)
  - Csillagok esti mesefényben (esti mese az M2 gyerekcsatornával közösen)
  - Esti mese – Csillagok esti mesefényben (minden nap 19-órakor)